# Jan Willem Hessing
Jan Willem Hessing (Utrecht, 5 november 1739 - Agra, 21 juli 1803) was een Nederlandse militair in dienst van de VOC. In 1771 deserteerde hij en nam dienst bij vorsten in India. Hij was hoofd van de lijfwacht van de maharadja Mahadji Rao Scindia en werd in 1799 gouverneur van Agra en commandant van het Rode Fort. Na zijn dood in 1803 liet zijn weduwe Anna Derridon een mausoleum voor hem bouwen geheel in de stijl van het Mogolrijk.

## Militair bij de VOC
Op Hessings grafsteen in het mausoleum, dat de Rode Taj wordt genoemd, staat een in het Engels geschreven tekst waaruit in grote lijnen zijn loopbaan kan worden opgemaakt, hoewel twijfel bestaat over jaartallen. Volgens de tekst vertrok hij op zeer jonge leeftijd voor de VOC naar Azië en kwam hij in 1752 in Ceylon terecht. Daar nam hij deel aan de verovering van Kandy in 1765 onder Lubbert Jan van Eck. Na een korte periode in Nederland ging hij nogmaals naar Azië. Het betreffende jaartal op de grafsteen, 1763, kan als het voorgaande waar is niet kloppen. In de monsterrollen van de VOC is in oktober 1768 sprake van een sergeant Willem Hessing die op het schip Ritthem van de VOC-kamer Delft de leiding had over een groep van 74 soldaten. De Ritthem vertrok in oktober 1768 van Goeree en kwam samen met een tiental andere schepen begin juni 1769 in Batavia aan. Van daar is Hessing overgeplaatst naar India. In de monsterrol staat vermeld dat hij zich op 7 augustus 1771 'fugatief' heeft gemaakt. Dat wil zeggen: hij is gedeserteerd voordat zijn diensttijd - meestal vijf jaar - was afgelopen.

## In het leger van Scindia

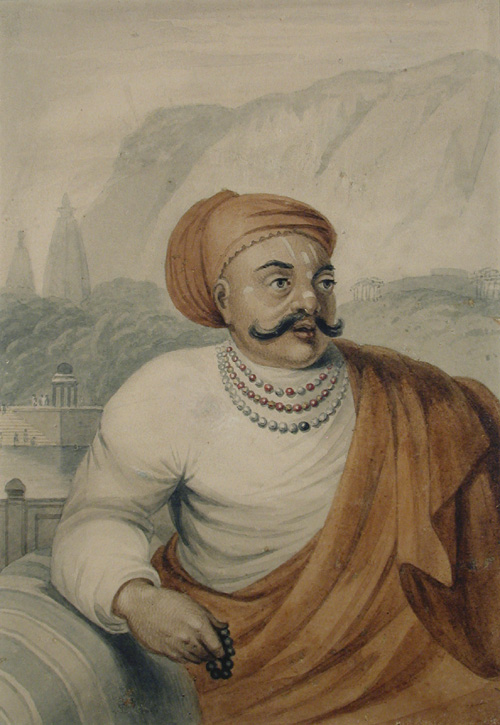
Mahadji Scindia.

Volgens de tekst op zijn grafsteen nam hij eerst dienst bij de Nizam van Haiderabad, Asaf Jah II en in 1784 bij de Marathakrijgsheer en sinds 1766 ook maharadja van Gwalior Mahadji Scindia. De Maratha’s streden sinds eind 17e eeuw tegen het Mogolrijk en waren sinds kort onder aanvoering van Scindia bezig met een succesvolle heropleving van die strijd. Scindia keerde na meer dan tien jaar in de Dekan doorgebracht te hebben in 1784 terug naar het noorden. Hessing nam onder Scindia's Franse generaal Benoit de Boigne deel aan meerdere veldslagen: Lalsot (1787) tegen de Rajputs, Chaksana (1788) en Patan (1790), weer tegen de Rajputs. Europeanen in dienst van Indiase vorsten waren geen uitzondering. Zij waren zeer gevraagd aangezien Europa in de 18e eeuw op militair gebied een voorsprong op India had genomen. Scindia's leger bestond uit artillerie- en infanteriebrigades van Indiase huursoldaten geleid door Europese officieren. Met ook de modernste Europese wapens was zijn leger erg doeltreffend, maar ook duur en bij achterstallige betaling niet loyaal.
Hessing raakte zwaar gewond in de slag bij Chaksana (vlak bij Agra), onderdeel van Scindia's strijd tegen een leger van de ex-Mogolgeneraal Ismael Beg en de Rohilla Afghaan Ghulam Kadir, die Delhi hadden veroverd en geplunderd. De oude Mogolkeizer Shah Alam II, sinds 1771 nog slechts een marionet van de Scindia's, was daarbij gevangen genomen en de ogen uitgestoken. De strijd werd gewonnen door Scindia, waarna de gehavende Shah Alam weer op de troon werd gehesen.

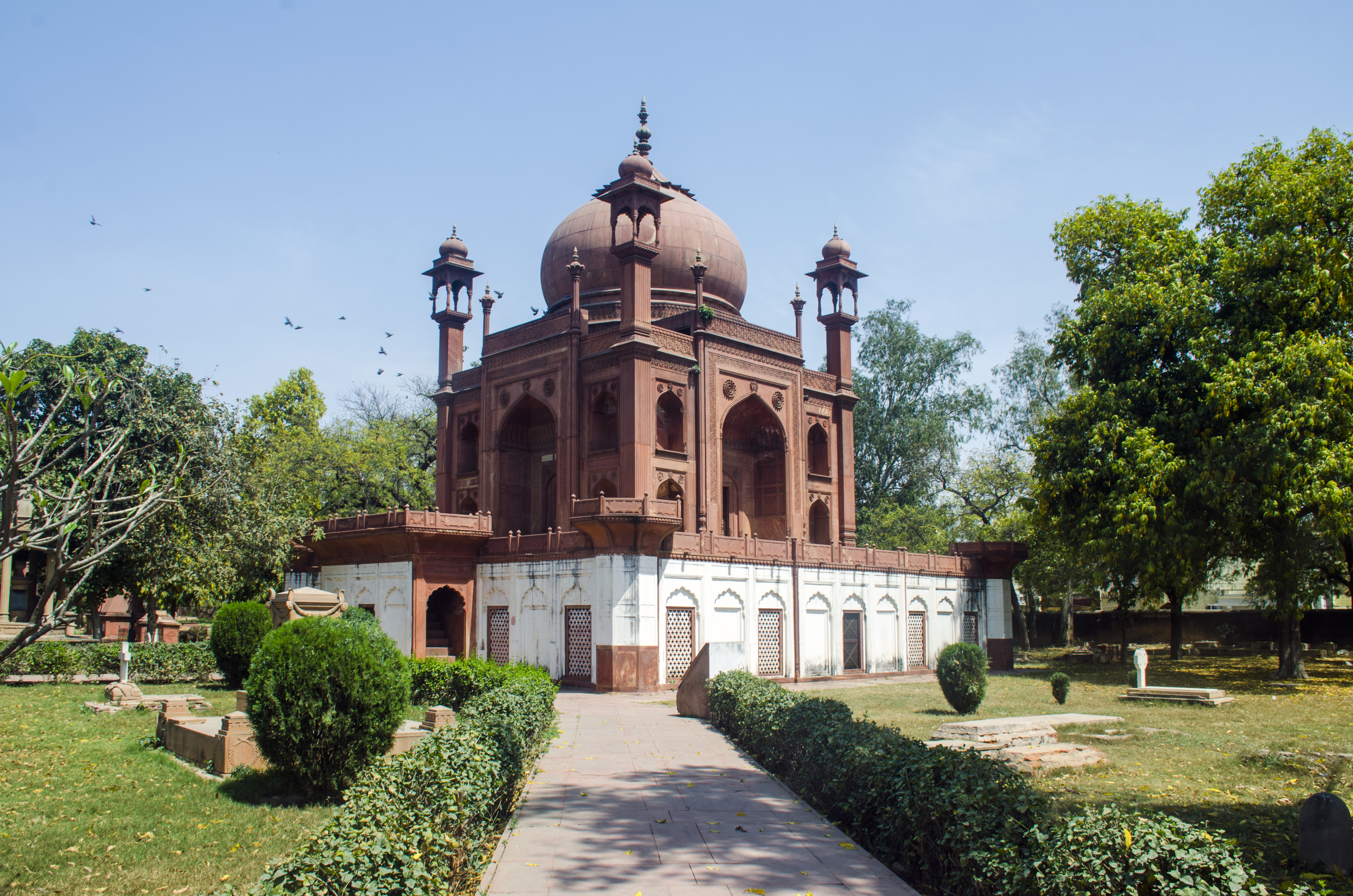
Hessings mausoleum in Agra.

Na de slag bij Patan kreeg Hessing onenigheid met De Boigne en verliet hij zijn leger. Mahadji Scindia vroeg hem in 1792 om een lijfwacht naar Europees model voor hem samen te stellen, die te gaan leiden en met hem mee te gaan naar Pune, de hoofdstad van de Maratha's. Daar stierf Scindia twee jaar later. Hij werd opgevolgd door zijn geadopteerde, nog maar 15-jarige zoon Daulat Rao Scindia, die Hessing bevorderde tot kolonel. In 1795 vocht Hessing met een eigen bataljon, onafhankelijk van De Boigne, in de slag bij Kharda tussen de Scindia's en de Nizam van Haiderabad. Aan beide zijden vochten Fransen mee met door hen getrainde infanteriebataljons. Aan de kant van de Nizam vocht Michel Raymond onder de Franse Republikeinse vlag. Aan Scindia’s kant streed De Boigne onder de vlag van Bourbon. De Nizam trok met zijn leger dagenlang op richting Puna, maar bij de eerste confrontatie met de Maratha’s trok het leger zich na tactische fouten in paniek terug in een vervallen, onverdedigbaar fortje. Na drie weken moest de Nizam zich op 17 april overgeven. Zijn rijk werd daarna een vazalstaat van de Maratha’s. In 1798 kreeg Hessing het commando over een brigade van vier bataljons. Toen zijn gezondheid slechter werd besloot hij het rustiger aan te gaan doen. Hij verliet de actieve dienst en werd benoemd tot gouverneur van Agra en commandant van het Rode Fort. Hij werd als zodanig door velen gewaardeerd, en was 'zeer vrijgevig met een welverdiend fortuin'.

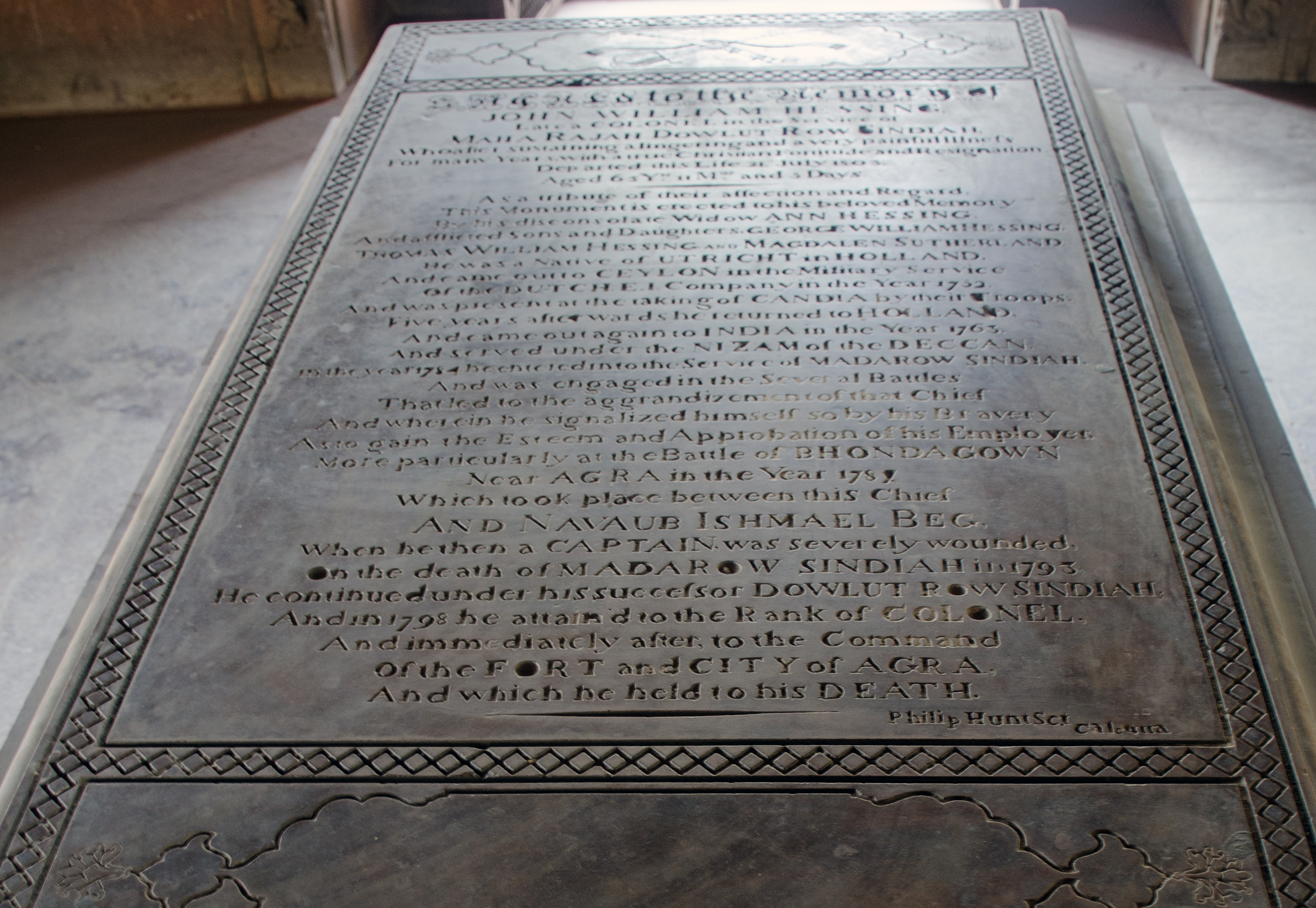
Grafsteen van Jan Willem Hessing.

Rond 1801 brandde de strijd los tussen de Scindia's en de Holkars van Indore, een rivaliserende Maratha dynastie. Ze streden om de controle over de Maratha peshwa, maar het fort van Agra bleef buiten schot.
Hessing stierf op 21 juli 1803 na lang ziek te zijn geweest. Hij was getrouwd met de Euraziatische Anna Derridon uit Pondicherry, wier vader Louis Derridon majoor in Scindia's leger was. Na de dood van haar man liet zij op de christelijke begraafplaats van Agra een grote graftombe voor hem bouwen in de mogolstijl, met de liefdesbetuiging van de Taj Mahal als voorbeeld. Hij is gemaakt van rood zandsteen, net als het Rode Fort, en ongeveer 14 meter hoog. Een opbouw met koepel en vier torentjes staat op een 3,5 meter hoog platform. De grafkamer is daaronder, en bevat naast de grafsteen van Hessing nog zeven andere grafstenen van de Derridon familie.

## Muntslag

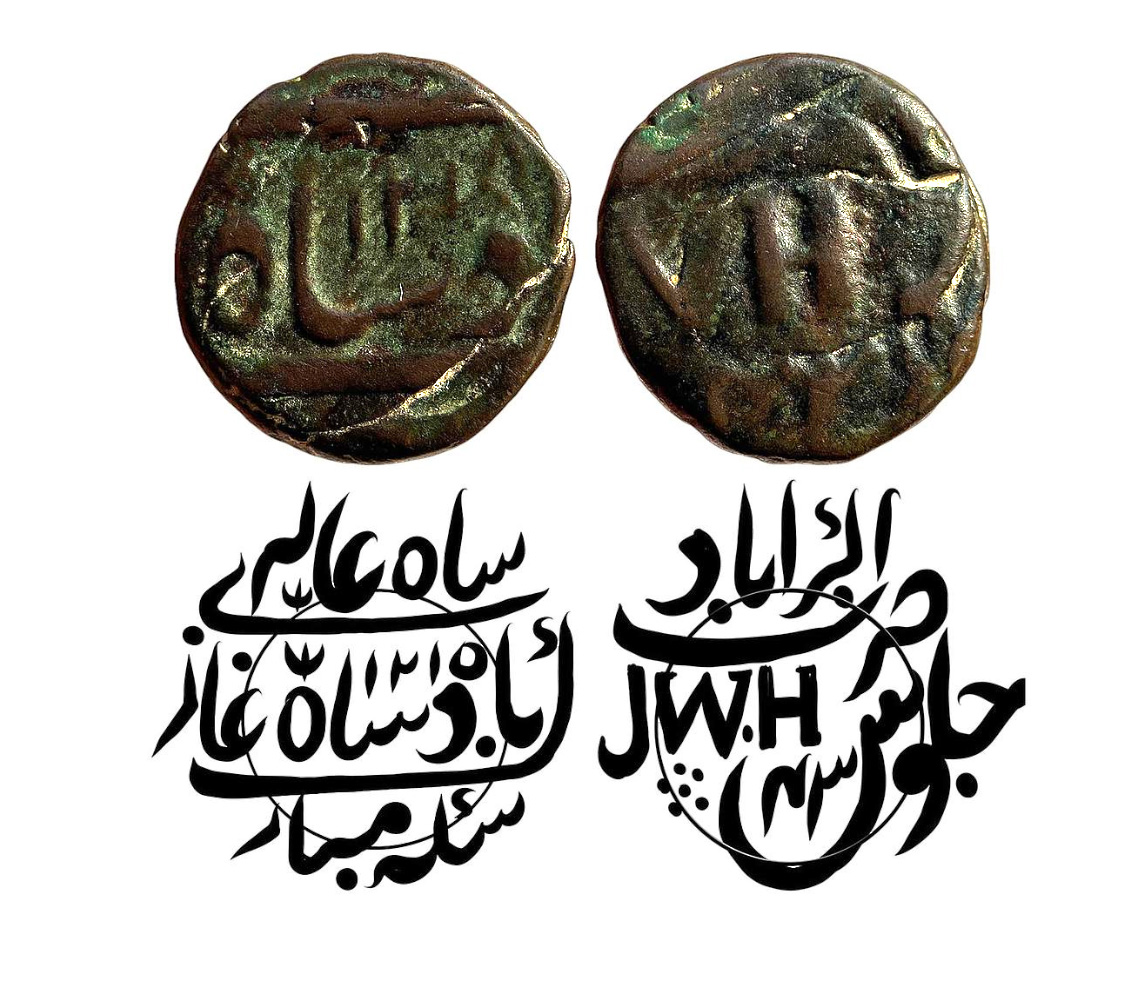
Paisa met Hessings initialen.

Agra was al sinds de 16e eeuw een muntplaats, en tijdens Hessings gouverneurschap liet hij tussen augustus 1800 en augustus 1801 op de achterkant van de koperen munten (paisa's) die op naam van Shah Alam werden geslagen zijn eigen initialen aanbrengen. Enkele exemplaren bevinden zich nu in het British Museum.

## Joris Sahib

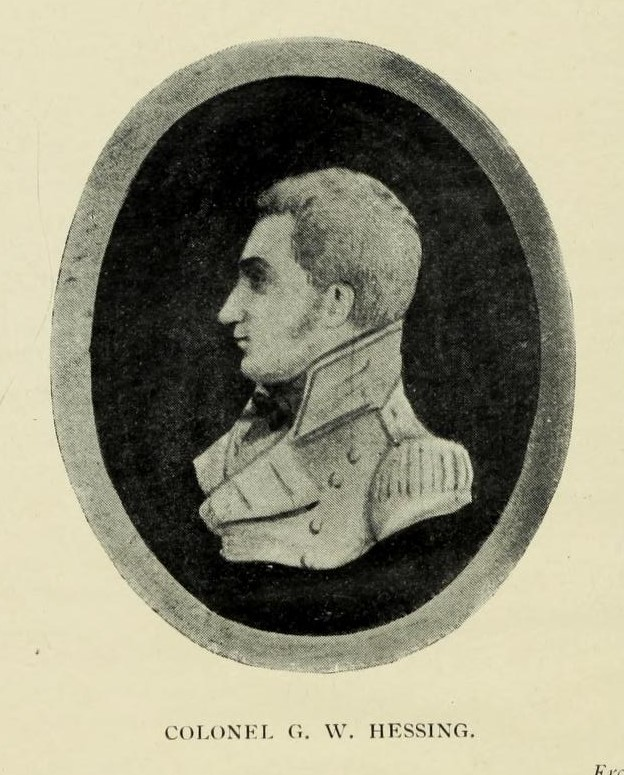
Hessings zoon Joris Willem Hessing.

Hessings zoon Joris Willem (George William Hessing), bekend als Joris Sahib, was zijn vader opgevolgd als bataljonscommandant, en wordt soms met hem verward. Hij vocht als majoor in de slag bij Ujjain in juni 1801 tussen de Scindia's en de Holkars, die door de Holkars gewonnen werd. Joris Hessing was de enige van de acht Europese officieren die ontsnapte, ('gevlucht', volgens sommigen). Derridon werd gewond en gevangen genomen. Hij werd vrijgekocht door zijn schoonzoon Jan Willem Hessing voor 40.000 roepies, wat later vergoed werd door Scindia. In oktober 1802 vocht Joris Hessing in de slag bij Pune, weer tussen de Holkars en de Scindia's, die de peshwa aan hun zijde hadden maar de strijd verloren.
Toen zijn vader stierf volgde George hem op als gouverneur en commandant van het Rode Fort, maar al op 12 oktober 1803 werd dat ingenomen door de Britten onder Gerard Lake in de Tweede Maratha-oorlog (1803-1805). Hessing en andere officieren waren voor de aanvang van de strijd gevangen genomen door hun eigen muitende soldaten. Kort tevoren had Lake Aligarh en Delhi al veroverd, dus verzet had weinig zin meer. De Britten hadden een verbond gesloten met de peshwa (het verdrag van Bassein). Hij had hen tegen betaling gevraagd hem te beschermen en in Pune terug op de troon te brengen. Geen van de Maratha krijgsheren had dat geaccepteerd, maar met dit verdrag in handen voerden de Britten een succesvolle strijd tegen deze laatst overgebleven machtsfactor in India, en legden zo de basis voor de Britse Raj.

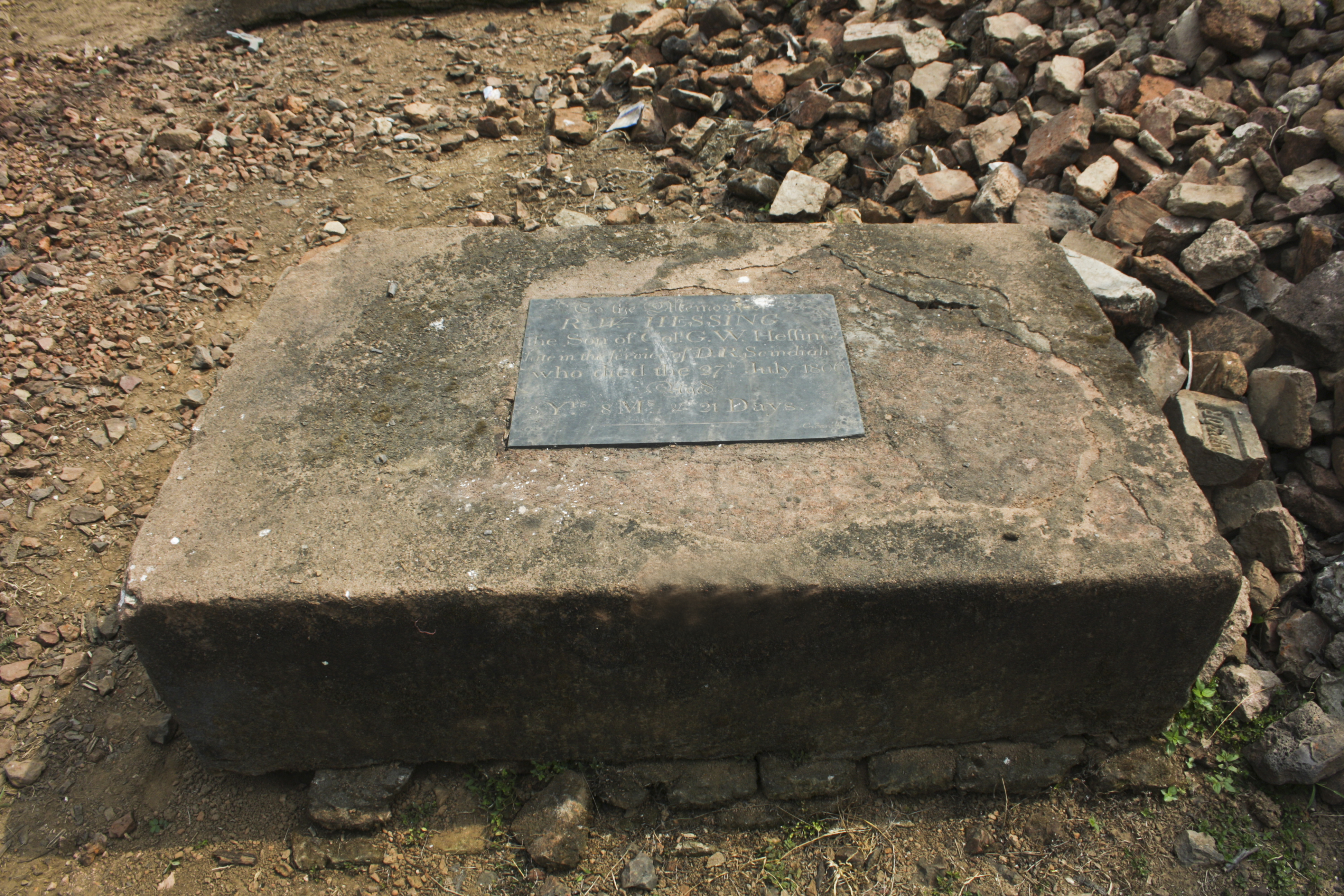
Grafsteen van Hessings kleinzoon R.W. Hessing in Chinsura.

Hessing vertrok toen naar Chinsura in Bengalen. Zijn 3-jarige zoontje overleed daar in juli 1806 en ligt begraven op de Nederlandse begraafplaats. Van daar is hij naar het nabij gelegen Calcutta gegaan, waar hij op 6 januari 1826 overleed. Hij is begraven op de South Park Street begraafplaats in Calcutta.
Jan Willem Hessing had ook een dochter, Madeleine. Zij was getrouwd met kolonel Robert Sutherland, bekend als Sutluj Sahib, die Joris Hessing destijds was opgevolgd als bataljonscommandant in Agra.